# Georges Marie Bonnin de La Bonninière de Beaumont
Georges-Marie Joseph de la Bonninière de Beaumont, né à Idron (Pyrénées-Atlantiques) le 12 décembre 1872 et mort le 23 juillet 1934, est un prélat catholique français, évêque de La Réunion de 1919 à 1934.

## Biographie
Georges-Marie de la Bonninière de Beaumont naît à Idron le 12 décembre 1872. Il est ordonné prêtre à Rome le 17 avril 1897, puis entre chez les pères spiritains le 19 août 1898.
Il est confesseur de l’impératrice Eugénie, épouse de Napoléon III puis aumônier militaire volontaire pendant la Première Guerre mondiale avant de devenir titulaire de mai à septembre 1917. 
Il est nommé évêque coadjuteur de Saint-Denis de La Réunion le 22 mars 1917 et consacré en l’église Saint-Martin de Pau par François-Xavier-Marie-Jules Gieure, évêque de Bayonne, le 14 octobre de la même année.
Il devient évêque de La Réunion le 26 décembre 1919 et est remplacé par son petit-cousin François Cléret de Langavant. Il meurt le 23 juillet 1934.

## Hommages
Une stèle lui rend hommage à Idron. Elle était près de l'église Saint-Pierre jusqu'en 2013 avant d'être déplacée dans le parc du Château d'Idron où il est né.